# Bali (série télévisée d'animation)
Pour les articles homonymes, voir Bali (homonymie).
Bali est une série télévisée d'animation franco-canadienne en 52 épisodes de 13 minutes (chacun décomposé en 3 segments), adaptée par Planet Nemo Animation d'une collection de livres du même nom créée par Laurent Richard et Magdalena
, et diffusée à partir du 4 septembre 2006 sur France 5 dans Bonsoir les Zouzous. Aussi, il a été diffusé sur Playhouse Disney en 2007, et rediffusée depuis le 28 mai 2011 sur Disney Junior.

## Synopsis
Dans un appartement de New York, les aventures de Bali, un chiot moderne, de sa mère et son père, de sa petite sœur Lea, et de son animal en peluche, Kikou.

## Distribution
- Nathalie Stas : Bali
- Marie Van Ermengem : Tamara, Léa, personnages secondaires
- Mathieu Moreau : Elliot, personnages secondaires
- Mariline Gourdon : Marry, personnages secondaires
- Stéphane Excoffier : Tito, Mme. Olga, Nanou
- Stéphane Flamand : personnages secondaires
- Frédéric Meaux : personnages secondaires

## Épisodes
1. L'usine à sucettes
2. Tout beau pour la photo
3. Au secours, Nanou !
4. Même pas peur !
5. Encore un effort !
6. Allez les bleus !
7. Je suis perdu !
8. C'est moi le chef
9. Je veux être grand !
10. Objectif : comète !
11. Buldo, mon petit poisson
12. À l'abordaaaage !
13. La fusée de Sacha
14. Chut ! Papa est malade !
15. Vroom vroom !
16. Le potager de Papili
17. Un collier pour mamie
18. C'est à moi !
19. Je dors chez Tamara
20. Quel bazar !
21. C'est dur, le vélo !
22. Et plouff !
23. Matéo, mon nouveau copain
24. Pleure pas Tamara !
25. Ah, non, Léa !!
26. Il fait trop chaud !
27. Rob rob rob robot !
28. Tricheur !
29. Bienvenue Saba !
30. Aïe ! ça fait mal !
31. Tout plein d'histoires !
32. Oh oh ! une panne !
33. Pas peur de toi !
34. Allez, papa ! on y va
35. Mes nouvelles chaussures
36. On n'est pas fatigué !
37. Oh, regarde !
38. Beurk ! c'est pas bon !
39. Papie, mamie, où êtes vous ?
40. He ho ! les copains !
41. C'est la fête !
42. Au travail, Papa !
43. Grosse dispute !
44. Badaboum !
45. Comme un grand !
46. C'est amusant, le musée !
47. Mon film pour Misa
48. Je ne peux rien faire (Le 20 octobre 2006)
49. Le grenier de Mamili
50. Bouhhh !!
51. Brrr ! Il fait froid !
52. Youpi ! C'est Noël !

## Distinctions
Bali a décroché le prix Gémeaux de la meilleure émission ou série d'animation à Montréal (Canada) et au Festival d’animation de Cordoue (Espagne).
la série Bali est d'abord diffusée sur France 5 dans Bonsoir Les Zouzous, puis sur Playhouse Disney en 2007.